# Dawlat Abad (huyện)
Dawlat Abad là một huyện thuộc tỉnh Faryab, Afghanistan. Dân số thời điểm năm 1999 là 38,63 người.